# Heliotropium olgae
Heliotropium olgae är en strävbladig växtart som beskrevs av Aleksandr Andrejevitj Bunge. Heliotropium olgae ingår i Heliotropsläktet som ingår i familjen strävbladiga växter. Inga underarter finns listade i Catalogue of Life.